# Anny von Kulesza
Anny von Kulesza (* 16. Oktober 1868 in Kukowen, Kreis Oletzko; † 1934) war eine deutsche Lehrerin und Politikerin (DVP).

## Leben
Nach dem Besuch der Höheren Mädchenschule in Marggrabowa absolvierte Kulesza das Lehrerinnenseminar in Droyßig. Im Anschluss arbeitete sie als Lehrerin an der Höheren Mädchenschule in Bütow. 1892 wechselte sie als Lehrerin an die Gemeindeschule in Berlin-Lichtenberg. Sie war seit 1927 Zweite Vorsitzende des Allgemeinen Deutschen Lehrerinnenvereins, von 1919 bis 1933 Erste Vorsitzende des Reichsverbandes Deutscher Volksschullehrerinnen und Mitglied der Film-Oberprüfstelle.
Kulesza trat während der Zeit der Weimarer Republik in die DVP ein. Sie war Stadtverordnete in Berlin und von 1921 bis 1933 Abgeordnete des Preußischen Landtages.